# جوش بيلنغز (لاعب كرة قاعدة أمريكي)
جوش بيلنغز (بالإنجليزية: Josh Billings)‏ هو لاعب كرة قاعدة أمريكي، ولد في 27 سبتمبر 1907 في نيويورك في الولايات المتحدة، وتوفي في 26 ديسمبر 1983 في Greenbrae, California ‏ في الولايات المتحدة.

## وصلات خارجية
- جوش بيلنغز (لاعب كرة قاعدة أمريكي) على موقع دوري كرة القاعدة الرئيسي (الإنجليزية)
- جوش بيلنغز (لاعب كرة قاعدة أمريكي) على موقعبيزبول رفرنس.كوم (الدوري الرئيسي) (الإنجليزية)
- جوش بيلنغز (لاعب كرة قاعدة أمريكي) على موقعبيزبول رفرنس.كوم (الدوري الثانوي) (الإنجليزية)
- جوش بيلنغز (لاعب كرة قاعدة أمريكي) على موقع مشجعي الرسوم البيانية (الإنجليزية)